# 天主教多多馬總教區
天主教多多馬總教區 （拉丁語：Arcidioecesis Dodomaënsis）是坦桑尼亞一個羅馬天主教教省總教區，下轄兩個教區。是該國六個總教區之一。
1935年1月28日設宗座監牧區，1951年5月10日升為代牧區，1953年3月25日升為教區，時屬達累斯薩拉姆總教區。2014年11月6日升為教省總教區。
總教區範圍包括多多馬區大部分地區，2011年有教友294,267人（佔轄區總人口17.8%）、三十個堂區、八十七名司鐸。第一位總主教為贝图斯•金亚亚。